# Zaak van de Central Park-jogger
De zaak van de Central Park-jogger betreft de verkrachting en zware mishandeling van een joggende vrouw in Central Park in de Amerikaanse stad New York in de avond van 19 april 1989, en de juridische nasleep daarvan.
De 28-jarige Trisha Meili werd rond middernacht in Central Park gevonden, ernstig gewond aan haar hoofd en naar later bleek ook verkracht.
Aangenomen werd dat de blanke Meili het slachtoffer was geworden van min of meer willekeurig geweld van een groep van ongeveer dertig niet-blanke jongens in Central Park die avond, en er werden vier zwarte jongens en twee hispanics voor opgepakt. Vijf van hen legden bekentenissen af, en de zaak tegen hen was voornamelijk daarop gebaseerd. Deze vijf jongens, die bekend werden als de Central Park Five, werden schuldig bevonden en veroordeeld tot gevangenisstraffen van 5 tot 15 jaar. Meer dan tien jaar later, in 2001, legde de werkelijke dader een bekentenis af. Hij stelde dat hij alleen had gehandeld en DNA-onderzoek toonde aan dat zijn DNA overeenkwam met sporen gevonden op en bij het slachtoffer. De dader kon niet meer vervolgd worden omdat de verjaringstermijn verstreken was. De Central Park Five hadden inmiddels ieder jarenlang onterecht in de gevangenis gezeten. Hun veroordeling werd in 2002 ongedaan gemaakt, en de vijf sleepten de stad New York voor de rechter vanwege de onterechte vervolging. In 2014 schikte de stad voor een bedrag van 41 miljoen dollar in die zaak, de hoogste ooit gegeven. Met de deelstaat New York werd twee jaar later voor een bedrag van 3,6 miljoen dollar geschikt.

## Het slachtoffer
Trisha Meili was 28 jaar oud ten tijde van de aanval. Ze had gestudeerd aan Yale en werkte in het hogere management van de financiële firma Salomon Brothers. Na haar verkrachting en mishandeling werd aanvankelijk voor haar leven gevreesd, en werden haar de laatste sacramenten toegediend. Ze herstelde echter bijna volledig en kon haar werk weer oppakken.  Wel hield zij last van geheugen- en concentratieproblemen en was haar reukvermogen verdwenen. In 1995 liep ze de Marathon van New York uit. In 2003 bracht zij haar memoires uit, onder de titel I am the Central Park Jogger, waarmee ze voor het eerst publiek haar identiteit bevestigde. Ze begon een carrière als spreker en werkt met overlevenden van onder meer hersenletsel en seksueel geweld.

## De vermeende daders
Aanvankelijk werden zes jonge mannelijke verdachten aangehouden, van wie vier zwart waren en twee hispanic. Vijf van hen werden vervolgd: Antron McCray (15 jaar ten tijde van het misdrijf), Kevin Richardson (14 jaar), Yusef Salaam (14 jaar), Raymond Santana (14 jaar) en Korey Wise (16 jaar). Tijdens de politieverhoren werden zij onder druk gezet om te bekennen, wat ieder van hen uiteindelijk ook deed. Vier van hen bekenden op een video-opname, en Salaam middels een (niet-ondertekende) mondelinge verklaring. Allen trokken zij hun verklaring binnen enkele weken weer in, en ze stelden door de politie onder druk te zijn gezet. Ook kwamen veel details in de bekentenissen niet overeen met elkaar en met de bij de politie bekende feiten. Op het slachtoffer was sperma aangetroffen dat niet aan een van de bekende verdachten kon worden gekoppeld.
Niettemin werden alle verdachten schuldig bevonden en veroordeeld tot gevangenisstraffen van vijf tot tien jaar (voor de vier als minderjarige berechte verdachten) en vijf tot vijftien jaar (voor de als volwassene berechte Wise).

## Publieke reactie
In New York en ver daarbuiten werd geschokt gereageerd op de verkrachting, en er was een enorme media-aandacht voor de zaak.
De zaak werkte ook uitermate polariserend. Voor veel inwoners van New York stond het slachtoffer model voor de stad New York zelf, die, in de woorden van de New York Daily News, 'verkracht en mishandeld' werd. Blanke Amerikanen leken minder gereserveerd te raken in het spreken over "het gevoelige onderwerp 'zwarten en misdaad'". De groep zwarte jongeren die op de bewuste avond Central Park onveilig maakte, werd omschreven als een 'horde jonge wolven' ('wolfpack' in de Amerikaanse media). De vastgoedmagnaat (en latere president van de VS) Donald Trump plaatste paginagrote advertenties in onder meer The New York Times waarin hij opriep tot herinvoering van de doodstraf in de deelstaat New York, zodat de vijf tieners geëxecuteerd konden worden en tot voorbeeld konden dienen. Veel zwarten meenden daarentegen dat de zaak het zoveelste geval was van vooringenomenheid tegen zwarte mensen, en dat er sprake was van doorgestoken kaart. Ook werd erop gewezen dat juist deze zaak, waar een blanke vrouw verkracht zou zijn door zwarte mensen, heel veel media-aandacht genereerde, terwijl minstens even gruwelijke misdrijven tegen zwarte vrouwen nauwelijks het nieuws haalden.
Toen de processen tegen de vijf vermeende daders begonnen, waren velen het er niet mee eens dat de vier jongste verdachten onder het jeugdstrafrecht werden berecht, wat betekende dat de zaak achter gesloten deuren werd behandeld en de maximaal op te leggen straffen beperkt waren.

## Terugdraaiing van de veroordelingen en nasleep
In 2001, na het verstrijken van de verjaringstermijn, stelde de veroordeelde serieverkrachter en moordenaar Matias Reyes dat hij Trisha Meili had verkracht en daarbij alleen had gehandeld. Zijn DNA kwam wél overeen met de sporen die waren gevonden.
De veroordelingen van de Central Park Five werden ongedaan gemaakt en uit de registers geschrapt. Na deze rehabilitatie klaagden de vijf mannen de stad New York aan vanwege hun onterechte vervolging. Uiteindelijk zou de stad onder burgemeester Bill de Blasio in 2014 schikken, voor een bedrag van ruim 40 miljoen dollar. Trisha Meili zou later verklaren dat zij liever had gezien dat New York niet had geschikt, omdat er volgens haar duidelijke aanwijzingen waren dat meer dan één persoon betrokken was bij de aanval op haar. In 2016 schikte ook de deelstaat New York, voor een bedrag van 3,6 miljoen dollar.
Ook na de rehabilitatie van de veroordeelden en ten tijde van de schikking door de stad New York uitten verschillende prominente personen hun twijfels over de onschuld van de nu onschuldig verklaarde mannen. Onder hen waren de conservatieve opiniemaker Ann Coulter, een rechercheur die aan de zaak had gewerkt, twee artsen die Meili in 1989 hadden behandeld, en opnieuw Donald Trump, die de schikking 'schandelijk' noemde en erop wees dat "deze jonge mannen in het verleden niet bepaald engeltjes waren". (In werkelijkheid was geen van de vijf eerder in aanraking met justitie geweest.)

## Televisieseries, films en boeken
Over de zaak zijn verschillende series en films gemaakt, en meerdere boeken geschreven. Joan Didion schreef een uitgebreid essay, Sentimental Journeys, over de achtergronden en de context van de zaak, en over de vraag waarom juist deze zaak toch zo uitgebreid in het nieuws kwam en zo polariserend werkte. Sarah Burns publiceerde twee boeken over de zaak en was ook een van de makers van de documentaire The Central Park Five uit 2012, waarin onder meer aan de orde komt hoe de jongens feitelijk tot een bekentenis werden gedwongen, en hoe de politie kennelijk al in 1989 aanwijzingen over het hoofd had gezien die naar de werkelijke dader hadden kunnen leiden. In 2019 kwam een miniserie op Netflix uit, When They See Us, die tot hernieuwde aandacht voor de zaak leidde.